# Stallakärr
Stallakärr är en bebyggelse nordost om Tjolöholm i Fjärås socken i Kungsbacka kommun. Från 2015 avgränsar SCB här en småort.